# Macroglenes congener
Macroglenes congener är en stekelart som först beskrevs av Girault 1925.  Macroglenes congener ingår i släktet Macroglenes och familjen puppglanssteklar. Inga underarter finns listade i Catalogue of Life.